# ضفدع الشجر الكوبي
ضفدع الشجر الكوبي هو أكبر ضفدع شجرة في أميركا الشمالية. يعود أصله إلى برمائيات منطقة البحر الكاريبي ،يتراوح حجمها 3-5،5 بوصة (76 إلى 140 ملم) في الطول.